# Almas Mortas
Almas Mortas (em russo: Мёртвые души) é um livro de Nikolai Gogol, publicado em 1842. Apesar de supostamente ter terminado a segunda parte da trilogia, Gogol a destruiu poucos dias antes de morrer. A obra, mesmo sem ter sido concluída, é comumente considerada completa em sua atual forma e representa um importante marco na Literatura Russa.
O livro acompanha o personagem Pável Ivánovitch Tchítchicov, um burocrata afastado do serviço público por desonestidade, em suas andanças pelo interior da Rússia, à procura da fortuna. Seus contatos com as autoridades das pequenas cidades e dos proprietários de terras servem para o autor apresentar uma visão crítica e mordaz do sistema semi-feudal existente à época, com os servos vivendo em regime de escravidão.